# Fausto Aphel
Fausto Aphel (Piacenza, 30 novembre 1850 – Roma, 17 ottobre 1931) è stato un avvocato e prefetto italiano, commissario del Comune di Roma dal 1913 al 1914.

## Biografia
Avvocato, fu prefetto di Catanzaro nel 1887; in seguito alle dimissioni del sindaco Ernesto Nathan, fu nominato Regio Commissario per il Comune di Roma, che amministrò dall'8 dicembre 1913 al 10 luglio 1914.
In seguito fu prefetto di Roma dal 1914 al 1919.
Nel 1923 fu prefetto di Bologna.